# Аспазия (поэтесса)
Аспа́зия (латыш. Aspazija; настоящее имя Йоха́нна Эми́лия Лизе́те Ро́зенберга (латыш. Johanna Emīlija Lizete Rozenberga), в замужестве Э́лза Пли́екшане (латыш. Elza Pliekšāne); 1865—1943) — латышская поэтесса и драматург, жена Райниса.

## Биография
Родилась 4 (16) марта 1865 года на хуторе Даукшас нынешней Залениекской волости.
В школьные годы писала стихи на латышском и немецком языках. В своём раннем сборнике стихотворений «Красные цветы», изданном в 1897 году, драмах «Жрица» (1894) и «Серебряное покрывало» (латыш. Sidraba šķidrauts, также переводится как «Серебряная фата», 1901—1905) Аспазия воплотила философские и эстетические принципы романтизма. Она выступала за эмансипацию и поддерживала социал-демократические идеи своего мужа. Вместе с мужем находилась в эмиграции в Швейцарии с 1905 по 1920 год, живя в Кастаньоле у озера Лугано. Вернувшимся на родину был оказан самый сердечный приём, в их честь были переименованы два бульвара в центре Риги.
Аспазия была избрана в состав Учредительного собрания от ЛСДРП, принимала активное участие в становлении латвийской государственности, активно отстаивала права женщин.
Известна как автор текста песни «За печкою поёт сверчок», использованной в телефильме «Долгая дорога в дюнах».
Скончалась 5 ноября 1943 года в Дубулты (Юрмала), где жила с 1933 года. Похоронена в Риге на кладбище Райниса.

## Награды
- Орден Трёх звёзд III степени[источник не указан 231 день]
- Крест Признания II степени № 6 (16 ноября 1938)[5]

## Память
В честь поэтессы названа улица в Риге — бульвар Аспазияс.

## Сочинения
- Поэты Латвии. Л., 1974. С. 120—143.